# Ampulex compressa
La vespa maragda (Ampulex compressa) és una espècie d'himenòpter apòcrit de la família dels ampulícids (Ampulicidae). És una vespa solitària coneguda pel seu comportament reproductor inusual, que consisteix a picar una panerola i utilitzar-la com a hoste per a les seves larves. Pertany, doncs, als paràsits entomòfags.

## Distribució
Es troba principalment a les regions tropicals d'Àfrica, el sud d'Àsia, el sud-est asiàtic i les illes del Pacífic. Les vespes voladores són més abundants a les estacions càlides de l'any.
A. compressa va ser introduïda a Hawaii per F. X. Williams el 1941 com a mètode de biocontrol. Això no ha tingut èxit per les tendències territorials de la vespa i la petita escala en què cacen.
L'espècie també es troba als estats brasilers de São Paulo i Rio de Janeiro. A. compressa probablement va arribar al país a través dels ports de Santos i Rio de Janeiro.

## Descripció
Té el cos metàl·lic de color blau-verd, amb les cuixes del segon i tercer parell de potes vermelles. La femella fa uns 22 mm de llargada; el mascle és més petit i no té un fibló. Els mascles poden tenir una mida inferior a la meitat d'una femella si surten d'un hoste més petit o superparasitat.
L'espècie passa per quatre estadis larvaris, on les larves inicials més joves es poden veure com s'alimenten externament d'hemolimfa a la pota de la panerola paralitzada, i l'últim estadi s'alimenta internament. En la pupació produeix un capoll gruixut i de color xocolata que pot trobar dins de la panerola morta dins del cau.

## Comportament reproductiu i cicle de vida
Les femelles d'aquesta espècie piquen una panerola (concretament una Periplaneta americana, Periplaneta australasiae o Nauphoeta rhombifolia) dues vegades, lliurant verí. L'ús de marcadors radiactius va demostrar que la vespa pica precisament en ganglis específics de la panerola. Proporciona una picada inicial a un gangli toràcic i injecta verí per paralitzar de manera suau i reversible les potes davanteres de la seva víctima. Una paràlisi transitòria induïda bioquímicament s'apodera de la panerola, on la pèrdua temporal de mobilitat facilita la segona picada verinosa en un punt precís dels ganglis del cap de la víctima (cervell), a la secció que controla el reflex d'escapada. Com a resultat d'aquesta picada, la panerola primer intentarà escapar, però després es tornarà lenta i no mostrarà respostes de fugida normals. S'ha informat que el verí bloqueja els receptors del neurotransmissor octopamina.
Un cop l'hoste està incapacitat, la vespa procedeix a mastegar la meitat de cadascuna de les antenes de la panerola, després de la qual s'alimenta amb cura de l'hemolimfa exsudada. La vespa, que és massa petita per portar la panerola, condueix a la víctima fins al cau de la vespa, estirant una de les antenes de la panerola d'una manera semblant a una corretja. Al cau, la vespa posarà un o dos ous blancs, d'uns 2 mm de llarg, entre les potes de la panerola. A continuació, surt i procedeix a omplir l'entrada del cau amb qualsevol residu que l'envolta, més per mantenir fora d'altres depredadors i competidors que per mantenir la panerola.
Amb el reflex d'escapament desactivat, la panerola picada simplement descansa al cau mentre l'ou de la vespa eclosiona després d'uns 3 dies. La larva eclosionada viu i s'alimenta durant 4-5 dies de l'hemolimfa de les potes de la panerola, després entra mastegant cap al seu abdomen i passa a viure com un endoparasitoide. Durant un període de 8 dies, la larva de l'estadi final consumirà els òrgans interns de la panerola, finalment matant el seu hoste, i entrarà a l'etapa pupal dins d'un capoll a l'interior del cos de la panerola. Finalment, la vespa ja adulta emergeix del cos de la panerola per començar la seva vida adulta. El desenvolupament és més ràpid a l'estació càlida.

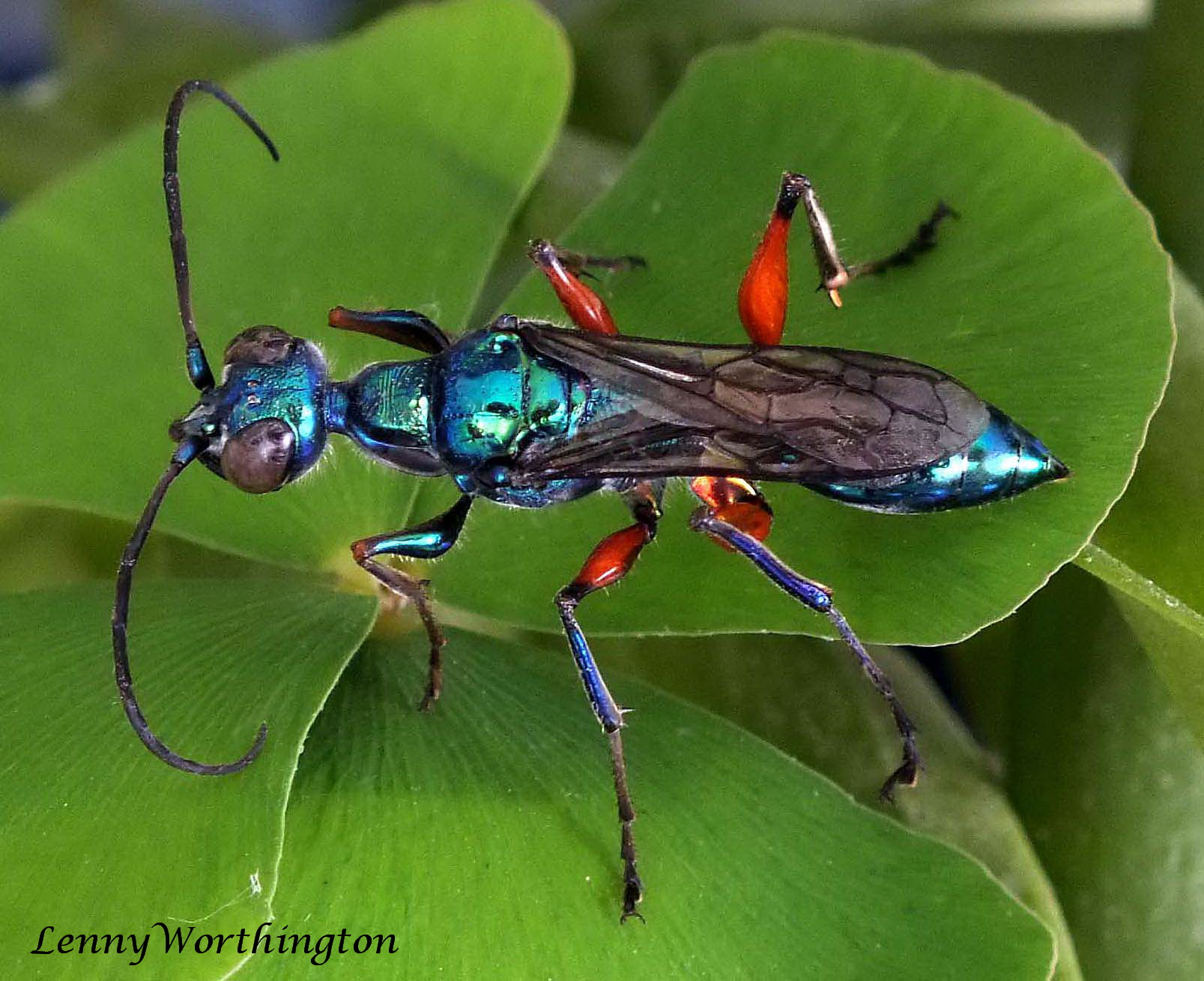
Ampulex compressa
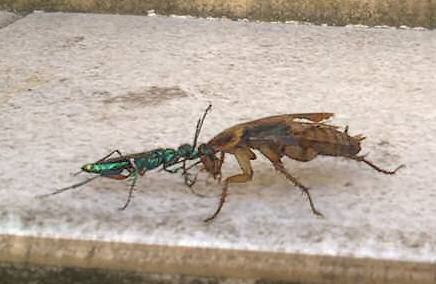
Vespa maragda «controlant» una panerola

Els adults viuen diversos mesos. L'aparellament triga aproximadament un minut i només cal un aparellament perquè una vespa femella parasiti amb èxit diverses dotzenes de paneroles.
Mentre que una sèrie d'animals verinosos paralitzen les preses com a aliment viu per a les seves cries, A. compressa és diferent perquè inicialment deixa la panerola mòbil i modifica el seu comportament d'una manera única.
Diverses altres espècies del gènere Ampulex mostren un comportament similar de depredació de les paneroles. Sembla que la depredació de la vespa només afecta les respostes de fugida de la panerola. Mentre que una panerola picada presenta uns instints de supervivència dràsticament reduïts (com ara nedar o evitar el dolor) durant unes 72 hores, les habilitats motrius com ara volar o capgirar-se no es veuen afectades.

## Biomecanismes
La primera picada es lliura al gangli protoràcic (massa de teixit nerviós) que provoca una paràlisi de les potes davanteres de 2 a 3 minuts. Aquesta picada injecta quantitats importants d'àcid γ-aminobutíric (GABA) i agonistes complementaris taurina i β-alanina. La barreja bloqueja temporalment els potencials d'acció motor al gangli protoràcic deprimint la transmissió colinèrgica a través de l'augment de la conductància del clorur a través de les sinapsis nervioses. Individualment, totes aquestes substàncies indueixen la paràlisi a curt termini de la panerola. Quan s'injecten juntes en una proporció de 10:7:4, l'efecte és més durador. El GABA activa els canals de clorur dependents de lligands en unir-se als receptors GABA. La taurina i la beta-alanina probablement prolonguen la durada de l'efecte paralític alentint l'absorció de GABA per l'escletxa sinàptica. Combinat, aquest còctel de compostos evita que la panerola es mogui i es defensi mentre la vespa administra la segona picada o sèrie de picades.
La segona picada s'administra al gangli subesofàgic (SEG) i és molt més precisa, d'aquí la necessitat de paràlisi i és notablement més llarga. La vespa cerca activament el SEG durant aquesta picada. La segona picada inhibeix la capacitat de la panerola per caminar espontàniament, o per la seva pròpia voluntat, però les paneroles poden endreçar-se i nedar mentre estan sota la influència, i quan s'espanten, saltaran però no córrer. També provoca un excés de neteja i alteracions en el metabolisme de la panerola. Es creu que el canvi metabòlic preserva els nutrients per a la larva de la vespa. Els investigadors han simulat aquest estat zombi injectant procaïna al SEG. També van determinar mitjançant elèctrodes bipolars extracel·lulars que l'activitat neuronal era menor a les paneroles picades. El verí pot alterar la modulació octopaminèrgica en estructures dins del gangli de la panerola. Bàsicament, limita l'eficàcia de l'octopamina, el neurotransmissor que controla la contracció muscular en els moviments bruscos.